# Mare Marginis

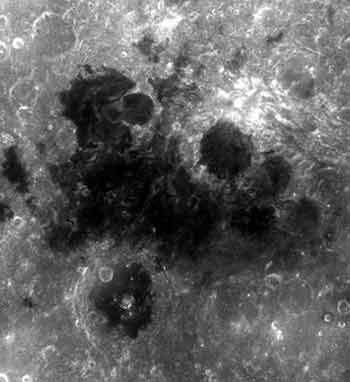
Mare Marginis.

Mare Marginis (česky Moře okraje nebo Moře okrajové nebo Okrajové moře) je měsíční moře rozkládající se na východním kraji přivrácené strany Měsíce, východně od Mare Crisium (Moře nepokojů) a severně od Mare Smythii (Smythovo moře). Je pozorovatelné ze Země za příznivých libračních podmínek. Má nepravidelný tvar, rozlohu přibližně 62 000 km² a průměr cca 360 km.
V jeho jižní části leží dva výrazné krátery Neper a Jansky, v severní části pak Goddard a více na severovýchod Al-Biruni. V jeho východní části se nalézá kráter Dreyer. Tuto oblast (společně s dalšími blízkými měsíčními moři Mare Undarum, Mare Smythii a Mare Spumans) poprvé vyfotografovala v nezkreslené podobě sovětská sonda Luna 3.